# Bulbophyllum obliquum
Bulbophyllum obliquum är en orkidéart som beskrevs av Rudolf Schlechter. Bulbophyllum obliquum ingår i släktet Bulbophyllum och familjen orkidéer.
Artens utbredningsområde är Sulawesi. Inga underarter finns listade i Catalogue of Life.